# 菊地直哉
菊地直哉（1984年11月24日—），已退役日本足球運動員，司職中場或後衛，前日本國家足球隊成員。

## 俱樂部生涯
在小学一年级的时候已经学习踢球，17年前从名校清水商业高中进入日本职业足坛时，18岁的菊地直哉是全日本范围内都很知名的足球天才。他不仅从16岁开始就是日本各级国家队的主力，还在高一时就以“强化指定选手”身份为清水心跳出战了正式比赛。
高中毕业前，菊地直哉本想留洋海外，他远赴荷兰名门飞燕诺试训成功，然而最终没有谈妥个人条件。回到日本国内他没有加盟清水心跳，而是被亚洲冠军磐田喜悦签下。
在磐田喜悅，年轻的菊地直哉初期没有太多机会，在被租借去新潟天鵝锻炼后，于2006年回归磐田喜悅并且踢上了主力。能踢边路、能踢后腰、甚至可以踢中卫的菊地直哉，凭借出色的球技和俊朗的外表，在网络上被女球迷称为“心跳王子”。
在2007年5月29日，菊地直哉与滨松市某高校一名15岁的女学生于车上发生了不合法性关系，事后欲以1万日元作为补偿，女方不允许下最后带同菊地直哉的钱包到警署报案，菊地直哉亦因此而被逮捕。经过调查，菊地直哉还是个老手，他通过这样的手段已经在1年左右时间与18人发生了关系，其中16人都是未成年少女。事后磐田喜悦直接将正处于职业生涯上升期的菊地直哉解雇，还对其处罚了150万日元，日本足协也因为事情的性质恶劣将他禁赛1年。
菊地直哉在日本国内是混不下了，他远赴德国加盟了卡尔斯耶拿。直到2009年，菊地直哉才重新回到日本国内加盟大分三神，2018年当时效力于札幌冈薩多的菊地直哉宣布结婚，但由于自己曾经的事件，他选择不公开妻子的身份，只是表示自己会更加努力踢球。
近些年来，进入职业生涯后期的菊地直哉位置越踢越靠后，包括在鸟栖砂岩、札幌冈薩多和福冈黃蜂，一段时间内他都担任中后卫。2019年賽季，菊地直哉在日乙的福冈黄蜂出战了10场比赛，但最终没有赢得一份球队的续约，直至在2019年底，福冈黄蜂官方宣布球队的前日本国脚菊地直哉退役，结束其17年的职业足球生涯。
菊地直哉留下了日职联赛236场7球、日乙联赛62次出场、日本联赛盃42场2球和天皇盃33次出战的数据。

## 國家隊生涯
菊地直哉入选日本各级別国家队参加过2001年國際足協U-17世界盃、2003年國際足協U-20世界盃和2004年雅典奥运会。
菊地直哉在2010年入选了冈田武史的国家队，参加了对阵也门的比赛。

## 外部連結
- 菊地直哉 – FIFA國際賽競賽紀錄 (存檔)
- Japan National Football Team Database （页面存档备份，存于）
- Soccerway資料庫：菊地直哉
- 日本職業足球聯賽中的菊地直哉 （日語）
- 菊地直哉 - 北海道コンサドーレ札幌オフィシャルサイト
- オフィシャルブログ （页面存档备份，存于）
- オフィシャルブログ（旧）
- 菊地直哉 – FIFA國際賽競賽紀錄 (存檔) （英文）
- 菊地直哉在 National-Football-Teams.com 上的出场纪录 （英文）